# HD 71377
HD 71377，又名BD-12 2524，SAO 154257、HR 3324，是一颗恒星，视星等为5.54，位于銀經235.59，銀緯14.59，其B1900.0坐标为赤經8h 21m 58.9s，赤緯-12° 14.59′ 21″。